# 메트로무브스
메트로무브스(MetroMoves)는 2002년에 남서부 오하이오 교통국(SORTA)에서 세운 계획으로서, 신시내티 광역권의 대중교통망을 향상시키기 위한 것이었다. 이 30년 계획에는 경전철 노선과 통근 철도 노선과 도심 지역의 노면 전차 노선의 신설과 버스 노선의 확대가 포함되었다. 투표에 부쳐졌을 때 해밀턴(Hamilton) 군의 시민들은 압도적으로 이 계획을 2:1이 넘는 비율로 거부하였다.

## 역사

### 계획의 수립
신시내티의 교통 설계자들은 1993년 오하이오·켄터키·인디애나 지역 행정 위원회(Ohio-Kentucky-Indiana Regional Council of Governments, OKI)가I-71 고속도로가 경유하는 지역에 대한 경전철 예비 타당성 조사를 권유하자 경전철을 지지하기 시작하였다. 1998년에 계획안이 채택되었는데, 이는 30.6km의 경전철 노선을 건설하는 것으로, 그 경로는 블루 애시(Blue Ash)의 쿠퍼 로드(Cooper Road)에서 커빙턴(Covington)의 12번가까지 이어진 것이었다. 이 노선은 그 후 다음에 건설될 노선들의 척추가 되어 지역 내의 마을을 연결하기로 되어 있었다.
메트로무브스는 2000년에 신시내티 시의 버스 체계를 향상시킬 목적으로 시작되었으나, 확대되어 1998년 계획안의 경전철 노선을 포함하게 되었다. 전체 계획에는 42억 달러가 소요될 것으로 예상되었는데, 해밀턴 군 지역에는 26억 달러가 경전철 노선에, 추가로 1억 달러가 버스 노선을 확대하는 데에 소요될 것이었다. 오하이오주 경내에서 쓰일 이 27억 달러 중에서 반은 연방정부에서, 1/4은 오하이오 주에서, 나머지 1/4은 1.5%씩 나누어 해밀턴 군의 판매세 추가분으로 부담하기로 되어 있었는데, 이는 곧 1년에 해밀턴 카운티의 주민 1명당 39.5 달러를 부담하는 것과 마찬가지였다. 로렌스버그(Lowrenceburg)와 미들타운(Middletown)과 밀포드(Milford)와 해밀턴(Hamilton)으로 가는 통근 철도 노선은 주위의 군들이 10억 2000만 달러를 확보하고 난 뒤에야 건설할 예정이었다. 경전철 노선은 완공하려면 30년이 걸릴 것으로 예상되었으며, 그 중에서 커빙턴·블루 애시 노선은 2008년에 개통할 예정이었다.

### 찬반 논의
일부 정부 인사가 이 계획에 반대하였는데, 여기에는 시장 찰리 러큰(Charlie Luken)과 국회의원 스티브 채벗(Steve Chabot]]이 포함되었으며, 특히 스티브 채벗은 이 계획을 쓸모 없는 일이라고 일컬었다. 시장 찰리 러큰은 남서부 오하이오 교통국을 납세자들의 돈을 사용하여 불법적으로 투표에 부쳐야 할 안건을 홍보하였다는 죄목으로 고소하였으나, 남서부 오하이오 교통국은 대중교통 수단을 홍보하여 시민들에게 가능한 사항은 알려야 할 의무가 있다고 주장하였다. 추가로 시민들이 "세금을 두 번 납부할" 우려가 있었는데, 이는 남서부 오하이오 교통국이 이미 수입세를 받고 있었으며, 경쟁률이 높은 "뉴스타트"(New Start) 사업 때문에 연방정부의 재정 지원이 적을 것이기 때문이었다.
메트로무브스 계획에 대한 반대는 "경전철에 대한 대안"(Alternatives to Light Rail Transit, ALERT)라는 이름의 단체가 주도하였다. 이 단체는 경전철이 결국에는 효용이 없을 것이며, 이는 고속도로가 신시내티 지역과 오하이오주 전체에 걸쳐 업무 대부분의 생명줄이나 다름이 없고, 한 연구 결과에서 메트로무브스 계획이 교통 체증 해결에 미미한 영향을 미칠 것이라고 했기 때문이라고 주장하였다. 다른 사람들은 메트로무브스 계획에 반대하는 이유는, 비용이 마음에 들지 않는다는 것과, 경전철 공사가 지역을 분열시킬 것이라는 것과, 그저 다른 교통수단을 좋아한다는 것 때문이었다.
메트로무브스 계획에 찬성하는 사람들의 주장은, 새 경전철 노선이 새로이 3만 6천 개의 일자리를 창출하고, 도시 개발을 촉진시키고, 대중교통 수단이 없는 기존의 근로자 30만 명에게 새 대중교통 수단을 제공하고, 세 주(신시내티가 속한 오하이오주와 인근의 인디애나 및 켄터키주)에서 휘발유 등 자동차와 관련한 비용 8510만 달러를 절약하게 해 주고, 버스 승객이 도심으로 가기 위하여 버스를 갈아타야 할 필요성을 대부분 줄여 준다는 것이다. 새 교통망 계획을 후원하는 기업에는 프록터 앤드 갬블과 피프스 서드 뱅크가, 시민단체에는 시에라 클럽과 미국 여성 유권자 협회가 있었다.

### 주민투표와 사업의 부결
선거일 몇 주 전에 33만 1천 달러가 메트로무브스 계획을 홍보하기 위하여 모금된 반면에, 경전철에 대한 대안(ALERT) 측은 6천 달러도 모금하지 못했다. 유세 기간 동안 양측은 모두 몇 차례 공공 토론회에 참여하였는데, 거기에서도 똑같은 주장을 되풀이하며 서로 상대방을 같은 사실을 자신들의 이익에 맞게 왜곡한다는 이유로 고소하였다. 추가적으로 시민들은 폴 브라운 운동장(Paul Brown Stadium)이 5200만 달러 이상의 예산을 사용하여 2000년에 개장하였으며, 여기에도 0.5%의 세금 추가분으로 재정이 충당되었다는 사실을 알게 되었다.
2002년 11월 5일, 세금 인상안 "안건 7번"을 해밀턴 카운티의 주민들은 68.4%의 비율로 거부하였다. 메트로무브스 클리프턴(Clifton)과 애번데일(Avondale)에서 가장 많은 지지를 받았으나 인디언 힐(Indinan Hill)과 매데이라(Madeira)와 와이오밍(Wyoming) 등의 지역에서 가장 강력한 반대를 받았다. 연방정부에서 대중교통 사업에 재정을 지원하는 방식 때문에 이 결과는 메트로무브스 계획이 적어도 앞으로 5년동안은 검토되자 않는다는 것을 의미했다. 메트로무브스 계획을 이듬해 봄에 다시 투표에 부침으로써 이 문제를 우회할 기회가 있었으나, 메트로는 "아무것도 내가 오늘날, 여론이 분명히 4~5년 뒤에 변할 것이라고 믿게 하는 것이 없다"고 말하였다.
2003년에 오하이오주 선거관리위원회(Ohio Elections Commission)는 "경전철에 대한 대안" 단체가 허위 주장을 사용하여 메트로무브스 계획에 반대하는 TV 광고를 2002년 가을 유세 기간 동안 내보낸 일에 대하여 죄가 있음을 찾아내었다. 광고에 따르면 연방 교통행정부(Federal Transit Administration, FTA)가 메트로무브스 계획을 미국 최악의 계획 중 하나로 평가했다고 되어 있으나, 교통행정부는 교통 계획을 비교하여 평가하지 않는다고 하였다. 그런데도 나중에 그 해 "경전철에 대한 대안"의 단체장 스테판 루이스(Stephan Louis)는 남서부 오하이오 교통국의 이사진으로 채용되었다.

### 계획의 재조명
2008년에 메트로무브스 계획에 대한 관심이 다시 일었는데, 전반적으로 신시내티 시내버스의 승객 수가 2007년과 비교하여 4%나 증가하였기 때문이었다. 특히 일부 노선에서는 승객 수가 2007년 4월~2008년 4월의 기간 동안 17%나 24%까지 증가하였다. 2008년 7월을 기준으로 메트로무브스이건 다른 것이건 새 교통망 계획을 투표에 부칠 계획은 없으나, 지지율은 상승하고 있다고 한다. 남서부 오하이오 교통국의 경전철 사업이 2002년에 무산되었을 때 휘발유 가격이 1갤런당 1달러 42센트였음을 감안하면, 정부 관계자의 지지가 더 많을 것으로 예상할 수 있다.

## 경전철 계획
신시내티 권역의 경전철 계획은, 남서부 오하이오 교통국과, 오하이오·켄터키·인디애나 지역 행정 위원회와, 북부 켄터키 교통국과, 해밀턴 군에서 추진하였다. 5개 노선이 계획되었는데 이들 노선에는 초록색, 빨간색, 파란색, 갈색, 그리고 보라색의 노선 색상이 부여되었다. 이 가운데 보라색 노선의 리버티(Liberty), 브라이턴(Brighton), 호플(Hopple) 역은 원래 1920년대에 옛 지하철 계획의 일환으로 건설된 것이다.

## 같이 보기
- 남서부 오하이오 교통국
- 신시내티 노면 전차
- 신시내티 지하철
- 이스턴 코리더 통근 철도